# Le Chœur voyageur
Le Chœur voyageur est un chœur français situé à Bordeaux, créé en 2004 sous la direction d'Alexis Duffaure. Il est composé d'une quarantaine de jeunes chanteurs de 18 à 30 ans recrutés sur audition.
Le Chœur voyageur se réunit une fois par semaine au conservatoire de Bordeaux pour ses répétitions, et donne en moyenne deux concerts par mois dans le Sud-Ouest de la France auxquels s'ajoute une tournée annuelle à l'étranger.

## Historique
Le chœur a été fondé à l'initiative des étudiants de musicologie de l'université de Bordeaux-Montaigne, et s'est élargi par la suite à des musiciens d'horizons divers, se destinant ou non à la voie professionnelle.
Il est dirigé par Alexis Duffaure depuis sa création en octobre 2004.
Son objectif est de proposer des concerts vocaux permettant de faire découvrir à tous les publics un répertoire éclectique et exigeant, où se mêlent convivialité et humour, toujours portés par le souci de créer un échange chaleureux avec le public.

## Concerts
Depuis sa création, Le Chœur voyageur a donné plus de trois cents concerts et s'est produit dans quatorze pays.
La liste exhaustive des concerts du Chœur Voyageur se trouve sur son site officiel.
- En 2010, le chœur devient chœur de l'opéra Orfeo pour la compagnie Alma Cantoa[3].
- En 2011, participation au projet Bacchanales au Rocher de Palmer de Cenon[4].
- En 2012, participation au Requiem de Berlioz à la patinoire de Bordeaux.
- En 2013, le Chœur Voyageur est invité à inaugurer le pavillon de la ville et à animer la fête du fleuve de Bordeaux sur la grande scène du miroir d'eau[5].
- En 2014, c'est au Pin Galant de Mérignac que le chœur fête son dixième anniversaire[6].
- En 2016 et 2017, le chœur participe à la Nuit des cathédrales dans la cathédrale de Bordeaux en partenariat avec l'association Cathedra.
- En 2017, le chœur participe aux célébrations d'inauguration de la Cité du Vin de Bordeaux et de la ligne à grande vitesse Atlantique pour la SNCF.
- En 2018, retour sur la scène de la fête du vin de Bordeaux, animation de la fête de la musique et de l'Ode à la Paix à la cathédrale de Bordeaux, chœur invité de la Petite Messe solennelle de Rossini pour l'Opéra national de Bordeaux.
- En 2019, c'est à l'auditorium de Bordeaux que le chœur a fêté son quinzième anniversaire[7]. Il y retourne à l'automne pour le Gala Hortense Schneider en hommage à la diva bordelaise d'Offenbach sous la direction de Marc Minkowski[8]. Le chœur participe également à l'opéra L' Elixir d'amour de Donizetti avec la troupe parisienne L'Opéra clandestin[9],
- En 2020 et 2021, le chœur doit s'arrêter de chanter en raison de la crise sanitaire, il reprend les concerts pour Noël 2021, avec un répertoire entièrement renouvelé,
- En 2023 et 2024, il est invité à chanter à l'Arkéa Aréna de Floirac dans le cadre de la tournée Johnny Symphonic Tour avec Yvan Cassar autour du répertoire de Johnny Hallyday[10],
- En 2024, c'est sur la scène de l'Arkéa Aréna de Floirac qu'il célèbre ses 20 ans[11].

## Distinctions
Le Chœur voyageur a gagné les 2 premiers prix, et le prix inter-catégorie, aux rencontres nationales du Florilège Vocal de Tours en mai 2009.
Il a été sélectionné parmi les 14 meilleurs chœurs mondiaux lors des rencontres internationales du Florilège Vocal de Tours en mai 2011.

## Tournées
Depuis sa création, Le Chœur voyageur voyage chaque année afin de rencontrer des ensembles étrangers et de rapporter en France la musique du monde qu'il croise durant ses tournées.
- 2005 : République tchèque (Prague),
- 2006 : Italie (Florence),
- 2008 : Angleterre (Londres),
- 2009 : Portugal (Porto, Ponte de Lima),
- 2010 : Maroc (représentations au théâtre royal de Marrakech et au théâtre Mohamed V de Rabat),
- 2011 : Allemagne (Bad-Mergentheim, Bad-Homburg, Karlsruhe),
- 2012 : Espagne (Séville),
- 2013 : France (Ariège),
- 2014 : Catalogne (Sagrada Família de Barcelone, Sabadell, Olesa de Montserrat),
- 2015 : Grèce (Athènes, Santorin),
- 2016 : France (Dordogne),
- 2017 : Bulgarie (Sofia, Plovdiv),
- 2018 : Géorgie (Tbilisi) et Arménie (Erevan, Dilijan, Vanadzor, Gosh),
- 2019 : Liban (Tripoli, Beyrouth),
- 2020 : Hongrie (Budapest),
- 2022 : Roumanie (Bucarest, Brașov, Iaşi),
- 2023 : Albanie (Shkodër, Tirana)

## Discographie

### Le Chœur Voyageur 2013

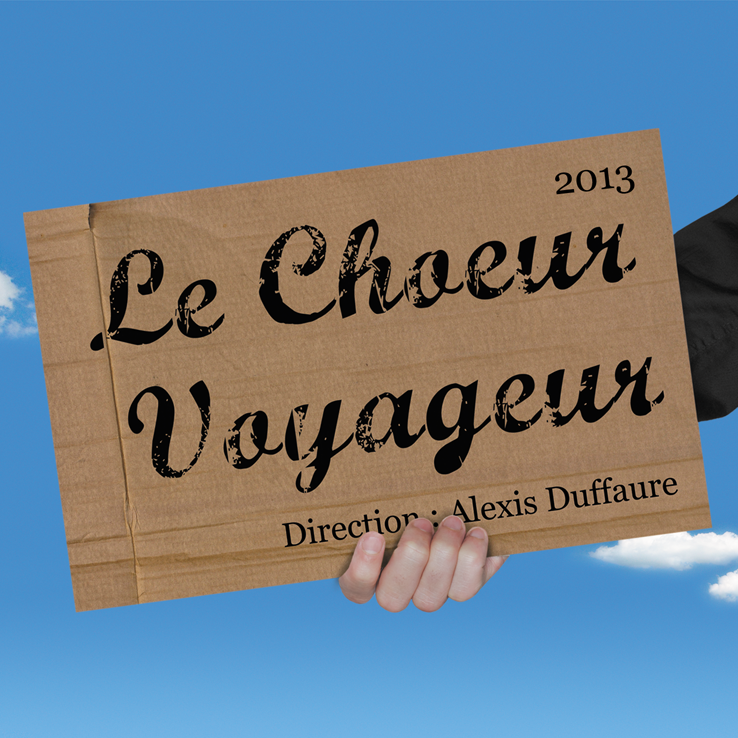
Le Chœur Voyageur 2013

Cet album est sorti le 13 décembre 2013.
Son code UPC est le 3610152108201.
Sa durée totale est de 1 h 4 min et 3 s
| No  | Titre                                  | Musique                                      | Durée |
| --- | -------------------------------------- | -------------------------------------------- | ----- |
| 1.  | Lux Aurumque                           | Eric Whitacre                                | 3:44  |
| 2.  | Anoj pusėj Dunojėlio                   | Vaclovas Augustinas                          | 4:32  |
| 3.  | Hamba Lulu (chanson de mariage zoulou) | arr. Mike Brewer                             | 3:32  |
| 4.  | Richte mich, Gott - op. 78, no. 2      | Felix Mendelssohn                            | 3:34  |
| 5.  | Unicornis Captivatur                   | Ola Gjeilo                                   | 7:07  |
| 6.  | Alleluia                               | Ralph Manuel                                 | 3:34  |
| 7.  | Salve Regina                           | Francis Poulenc                              | 4:10  |
| 8.  | Salve Regina                           | Alfred Desenclos                             | 3:54  |
| 9.  | Jour de colère (Dies iræ)              | Alexis Duffaure                              | 3:22  |
| 10. | Adon Olam (chant hébraïque)            | arr. Alexis Duffaure                         | 2:00  |
| 11. | Juramento                              | Miguel Matamoros, arr. Electo Silva          | 2:13  |
| 12. | La muerte del ángel                    | Astor Piazzolla, arr. Liliana Cangiano       | 2:54  |
| 13. | Where no one stands alone              | Mosie Lister, arr. Jérôme Wukovitz           | 2:40  |
| 14. | Plaisir d'amour                        | Jean-Paul-Égide Martini                      | 2:22  |
| 15. | Einkehr                                | Hugo Wolf                                    | 1:55  |
| 16. | Ung jour Robin                         | Clément Janequin                             | 1:53  |
| 17. | Prince Ali                             | Alan Menken, arr. Alexis Duffaure            | 2:53  |
| 18. | L'Histoire de la vie                   | Elton John, Rice, Zimmer, arr. Dom Otto Asis | 3:53  |
| 19. | L'Histoire de la vie (karaoké)         | Elton John, Rice, Zimmer, arr. Dom Otto Asis | 3:51  |

### Le Chœur Voyageur 2016

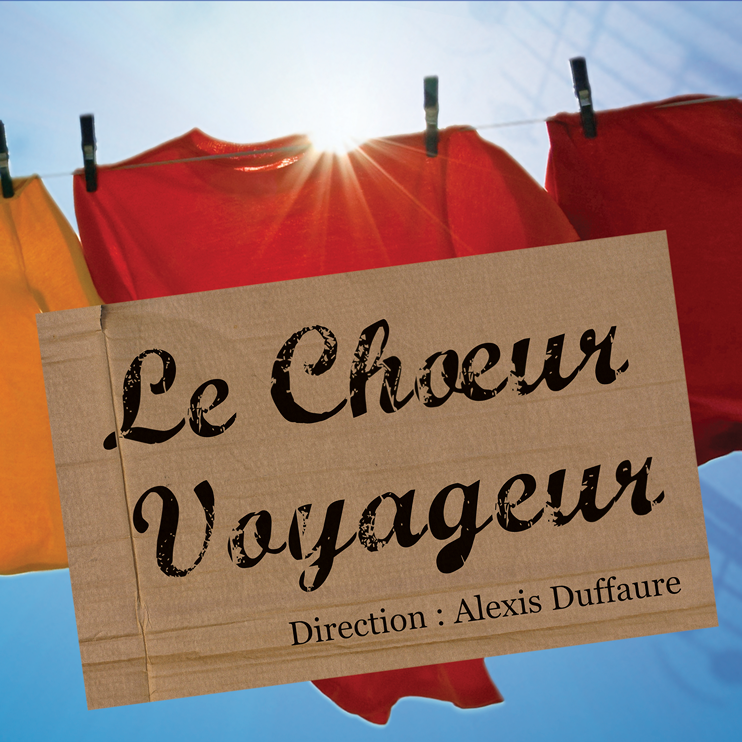
Le Chœur Voyageur 2016

Cet album est sorti le 13 décembre 2016.
Son code UPC est le 3614596862651.
Sa durée totale est de 44 min 48 s
| No  | Titre                                                          | Musique                   | Durée |
| --- | -------------------------------------------------------------- | ------------------------- | ----- |
| 1.  | Bruremarsj fra Valsøyfjord (Marche nuptiale, Norvège)          | arr. Grete Pedersen       | 2:28  |
| 2.  | Sleep (USA)                                                    | Eric Whitacre             | 4:32  |
| 3.  | Baba Yetu (Notre-Père en Swahili, États-Unis)                  | Christopher Tin           | 3:30  |
| 4.  | Diffusa est gratia (Italie)                                    | Giovanni Maria Nanino     | 1:59  |
| 5.  | And What Is It We Shall Hope for? (États-Unis)                 | Robert Cundick            | 3:44  |
| 6.  | Hush, on the Death of a Bush Church (Australie)                | Iain Grandage             | 7:50  |
| 7.  | Jubilate Deo (Japon)                                           | Ko Matsushita             | 4:51  |
| 8.  | Double Double, Toil and Trouble (Finlande)                     | Jaakko Mäntyjärvi         | 3:11  |
| 9.  | Lluba (Tsigane, Russie)                                        | arr. Les Yeux noirs       | 3:47  |
| 10. | Apareka (აპარეკა, Populaire de Géorgie)                        | arr. Trio Mandili         | 4:09  |
| 11. | The Joiku (Primitif lapon, Finlande)                           | Jukka Linkola             | 2:24  |
| 12. | This train (Folk spiritual, Angleterre)                        | arr. Gwyn Arch            | 2:06  |
| 13. | Rejoice! (Gospel, États-Unis)                                  | Jeffery L. Ames           | 4:35  |
| 14. | In the Bleak Mid-winter (Angleterre)                           | Gustav Holst              | 2:07  |
| 15. | An Irish Blessing (Prière traditionnelle, Irlande)             | arr. James E.Moore        | 1:37  |
| 16. | Beati quorum via (Irlande)                                     | Charles Villiers Stanford | 3:21  |
| 17. | Joshua fought the Battle of Jericho (Traditionnel, États-Unis) | arr. Jean Pagot           | 2:34  |

### Le Chœur Voyageur 2018

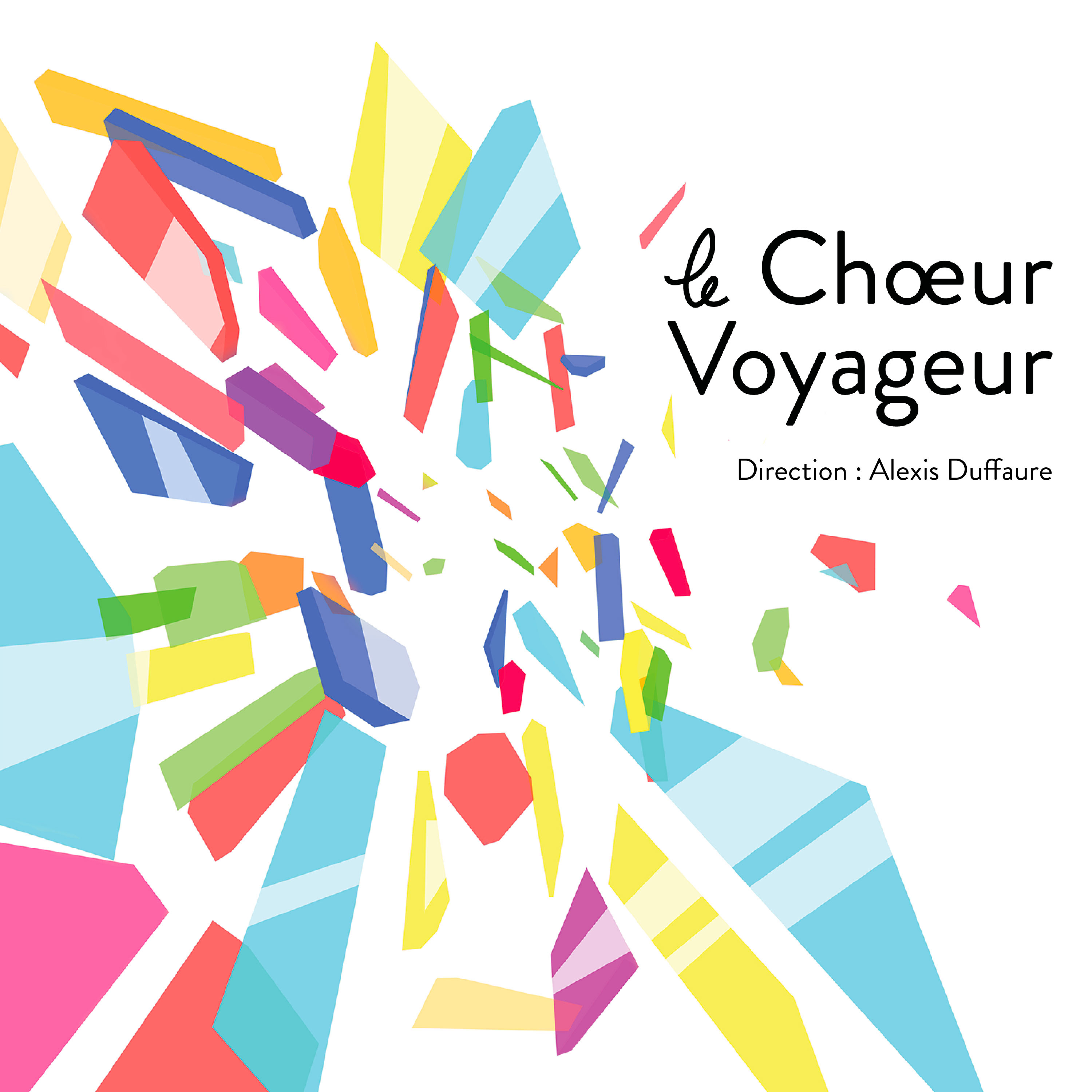
Le Chœur Voyageur 2018

Cet album est sorti le 13 décembre 2017.
Son code UPC est le 7630047186943.
Sa durée totale est de 1 h 48 s
| No  | Titre                                                                       | Musique                     | Durée |
| --- | --------------------------------------------------------------------------- | --------------------------- | ----- |
| 1.  | Shenandoah (chant traditionnel, États-Unis)                                 | arr. James Erb              | 3:46  |
| 2.  | Amor de mi alma (USA)                                                       | Z. Randall Stroope          | 5:44  |
| 3.  | Only in sleep (Tikai Miegā, Lettonie)                                       | Ēriks Ešenvalds             | 5:47  |
| 4.  | O magnum mysterium (France)                                                 | Francis Poulenc             | 3:00  |
| 5.  | Great God of Love (Angleterre)                                              | Robert Lucas de Pearsall    | 2:36  |
| 6.  | Adoramus te (Italie)                                                        | Giuseppe Corsi              | 3:00  |
| 7.  | O Sacrum Convivium (Italie)                                                 | Giovanni Battista Pergolesi | 3:29  |
| 8.  | Christus factus est (Autriche)                                              | Anton Bruckner              | 5:27  |
| 9.  | Honor Him / Now We Are Free (Bande originale du film Gladiator, États-Unis) | arr. Hans Zimmer            | 4:53  |
| 10. | Izintakana (chant traditionnel zulu)                                        | arr. Mike Brewers           | 4:09  |
| 11. | Hlonolofatsa (Afrique du Sud)                                               | Soweto Gospel Choir         | 3:09  |
| 12. | Erghen Diado (Ерген дядо, Bulgarie)                                         | chant traditionnel          | 2:44  |
| 13. | The Steady Light (États-Unis)                                               | Reginald Unterseher         | 2:17  |
| 14. | Carnavalito Quebradeño (Argentine)                                          | Los Hermanos Ábalos         | 2:52  |
| 15. | Gropen (danse traditionnelle, Scandinavie)                                  | arr. Gjermund Larsen        | 1:35  |
| 16. | Nyon, Nyon (États-Unis)                                                     | Jake Runestad               | 2:52  |

### Le Chœur Voyageur 2019-2020

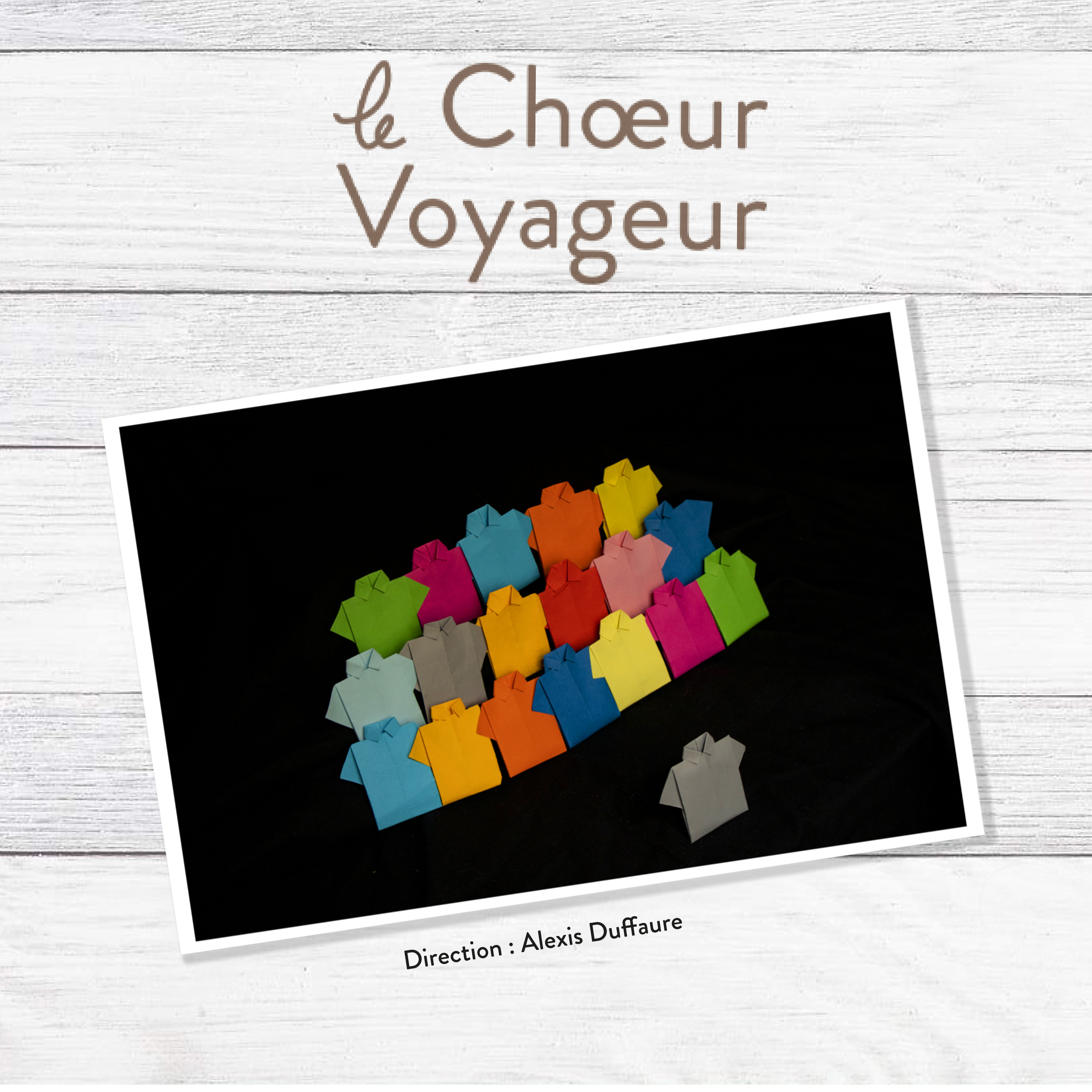
Le Chœur Voyageur 2019-2020

Cet album est sorti le 13 décembre 2019.
Son code UPC est le 4061798420780.
Sa durée totale est de 1 h 8 min 16 s
| No  | Titre                                                                                                | Musique                                                     | Durée |
| --- | --- | ----------------------------------------------------------- | ----- |
| 1.  | When You Wish Upon a Star (États-Unis)                                                               | Leigh Harline, Pete King                                    | 2:57  |
| 2.  | Oh, Danny Boy (Londonderry Air) (traditionnel irlandais)                                             | Andrej Makor                                                | 3:31  |
| 3.  | Ave Maria (Angelus Domini)                                                                           | Franz Biebl                                                 | 6:01  |
| 4.  | God so loved the world (États-Unis)                                                                  | Bob Chilcott                                                | 3:16  |
| 5.  | I Will Lift Mine Eyes                                                                                | Jake Runestad                                               | 3:18  |
| 6.  | Indodana (traditionnel isiXhosa)                                                                     | Michael Barrett, Ralf Schmitt                               | 4:21  |
| 7.  | Սարերի հովին մեռնեմ (Sareri Hovin Mernem) (traditionnel arménien)                                    | Le Chœur voyageur / Thelma, Alice, Karen, Baudouin, Clément | 6:04  |
| 8.  | Հոյ, Նազան իմ (Hoy, Nazan im) (traditionnel arménien)                                                | Komitas                                                     | 1:56  |
| 9.  | Էսօր ուրբաթ է (Esor Urbat E) / Ջուր կուգա վերին սարեն (Jur Kuga Verin Saren) (traditionnel arménien) | Komitas                                                     | 0:50  |
| 10. | Седенкарска (Sedenkarska) (chant traditionnel bulgare)                                               | Petar Lyondev                                               | 2:46  |
| 11. | Loin du froid de décembre (Bande originale du film Anastasia)                                        | David Newman, Stephen Flaherty, arr. : Carl Strommen        | 2:50  |
| 12. | Ievan Polkka (chant traditionnel finnois)                                                            | Benjamin Tayehanpour                                        | 1:37  |
| 13. | Gentle Shepherd (États-Unis)                                                                         | Gloria Gaither, Bill Gaither                                | 3:27  |
| 14. | Low Down the Chariot (États-Unis)                                                                    | Russ Staff and Bill Gaither                                 | 2:47  |
| 15. | My Soul’s Been Anchored in the Lord (traditionnel)                                                   | Moses Hogan                                                 | 3:07  |
| 16. | O Crux Ave                                                                                           | Rihards Dubra                                               | 2:05  |
| 17. | Ndikhokhele Bawo (traditionnel Sud africain)                                                         | Michael Barrett                                             | 4:30  |
| 18. | Suite dos pescadores (Brésil)                                                                        | Dorival Caymmi, Damiano Cozzella                            | 4:53  |
| 19. | I’m A Train                                                                                          | Albert Hammond, Mike Hazelwood, arr. : Peter Knight         | 2:15  |
| 20. | Nearer, My God, to Thee (BYU Vocal Point, États-Unis)                                                | Lowell Mason, arr. : James L.Stevens                        | 3:06  |
| 21. | Voice Dance                                                                                          | Greg Jasperse                                               | 2:30  |